# Ведень (комуна)
Ведень, Ведені (рум. Vădeni) — комуна у повіті Бреїла в Румунії. До складу комуни входять такі села (дані про населення за 2002 рік):
- Балдовінешть (1202 особи)
- Ведень (2437 осіб)
- П'єтрою (596 осіб)

Комуна розташована на відстані 178 км на північний схід від Бухареста, 11 км на північ від Бреїли, 144 км на північ від Констанци, 8 км на південний захід від Галаца.

## Населення
За даними перепису населення 2002 року у комуні проживали 4235 осіб.
Національний склад населення комуни:
| Національність   | Кількість осіб | Відсоток |
| ---------------- | -------------- | -------- |
| румуни           | 4199           | 99,1%    |
| цигани           | 25             | 0,6%     |
| німці            | 3              | 0,1%     |
| росіяни-липовани | 3              | 0,1%     |
| угорці           | 2              | < 0,1%   |
| турки            | 1              | < 0,1%   |

Рідною мовою назвали:
| Мова      | Кількість осіб | Відсоток |
| --------- | -------------- | -------- |
| румунська | 4203           | 99,2%    |
| циганська | 24             | 0,6%     |
| російська | 3              | 0,1%     |
| угорська  | 2              | < 0,1%   |
| турецька  | 1              | < 0,1%   |

Склад населення комуни за віросповіданням:
| Релігія                             | Кількість осіб | Відсоток |
| ----------------------------------- | -------------- | -------- |
| православні                         | 4199           | 99,1%    |
| римо-католики                       | 10             | 0,2%     |
| п'ятдесятники                       | 8              | 0,2%     |
| греко-католики                      | 5              | 0,1%     |
| мусульмани                          | 3              | 0,1%     |
| лютерани (Аугсбурзького сповідання) | 3              | 0,1%     |
| адвентисти                          | 2              | < 0,1%   |
| старообрядці                        | 2              | < 0,1%   |
| бретрени                            | 1              | < 0,1%   |
| не вказали релігію                  | 1              | < 0,1%   |